# Secolul al IV-lea î.Hr.
(Secolul al V-lea î.Hr. - Secolul al IV-lea î.Hr. - Secolul al III-lea î.Hr. - alte secole)

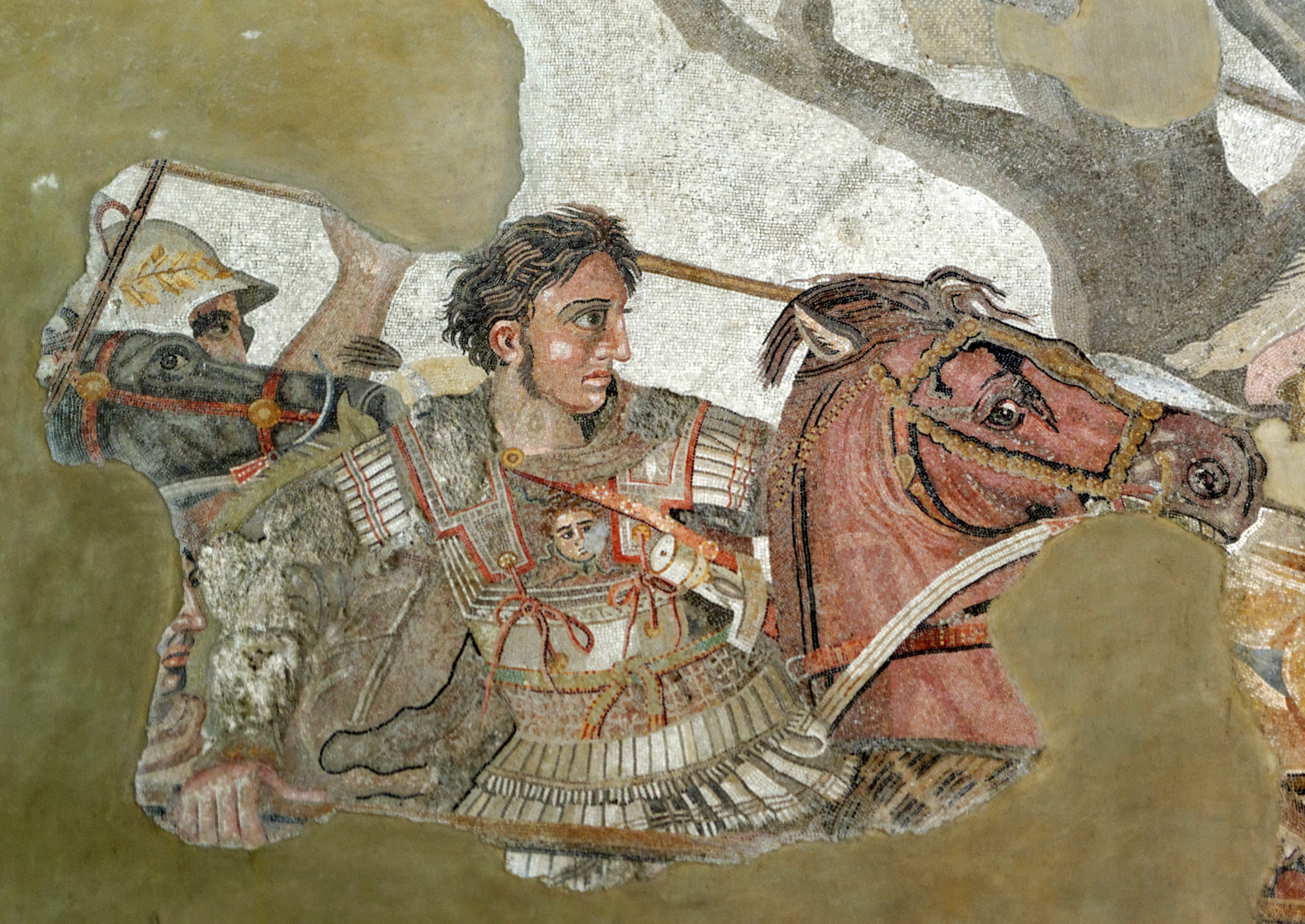
Alexandru cel Mare-personalitatea secolului al IV-lea î.Hr

Secolul al IV-lea î.Hr. a început în 400 î.Hr. și s-a încheiat în 301 î.Hr. 
Acest secol a marcat înflorirea civilizației grecești, în toate aspectele sale. Până în anul 400, filozofia, arta, literatura și arhitectura greacă s-au răspândit în întreaga regiune mediteraneană.
Se poate spune că cea mai importantă serie de evenimente politice din această perioadă au fost cuceririle lui Alexandru și prăbușirea Imperiul Persan și răspândirea culturii grecești în est. Alexandru a visat la o uniune est / vest, dar atunci când viața lui s-a curmat brusc, imperiul său vast a fost aruncat într-un război civil între generalii lui, fiecare preluându-și regatul. Astfel, a început epoca elenistică. În timp ce democrația exista încă în unele orașe grecești rămase independente, acest secol marchează sfârșitul epocii clasice grecești.

## Evenimente

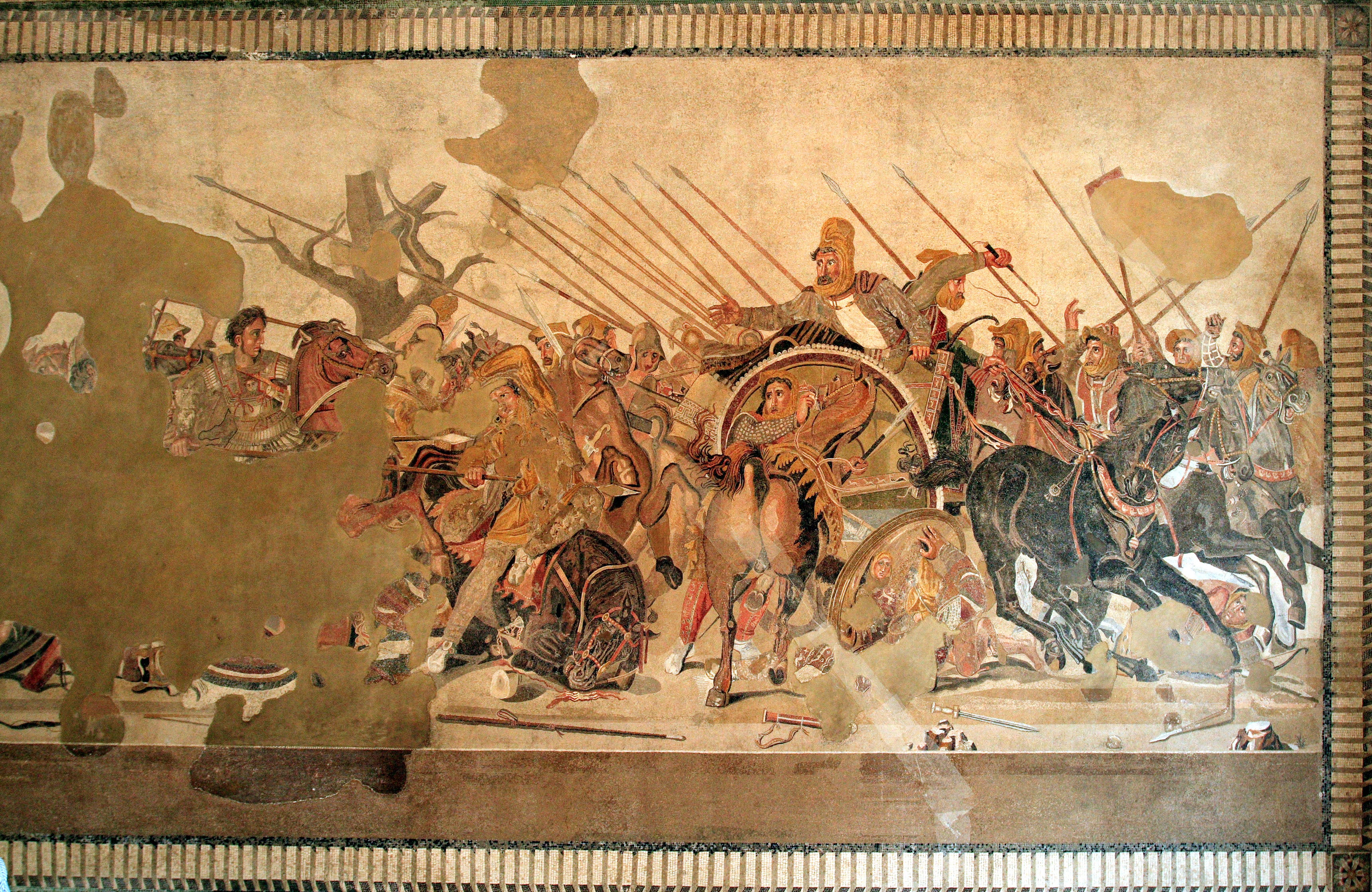
Alexandermosaic

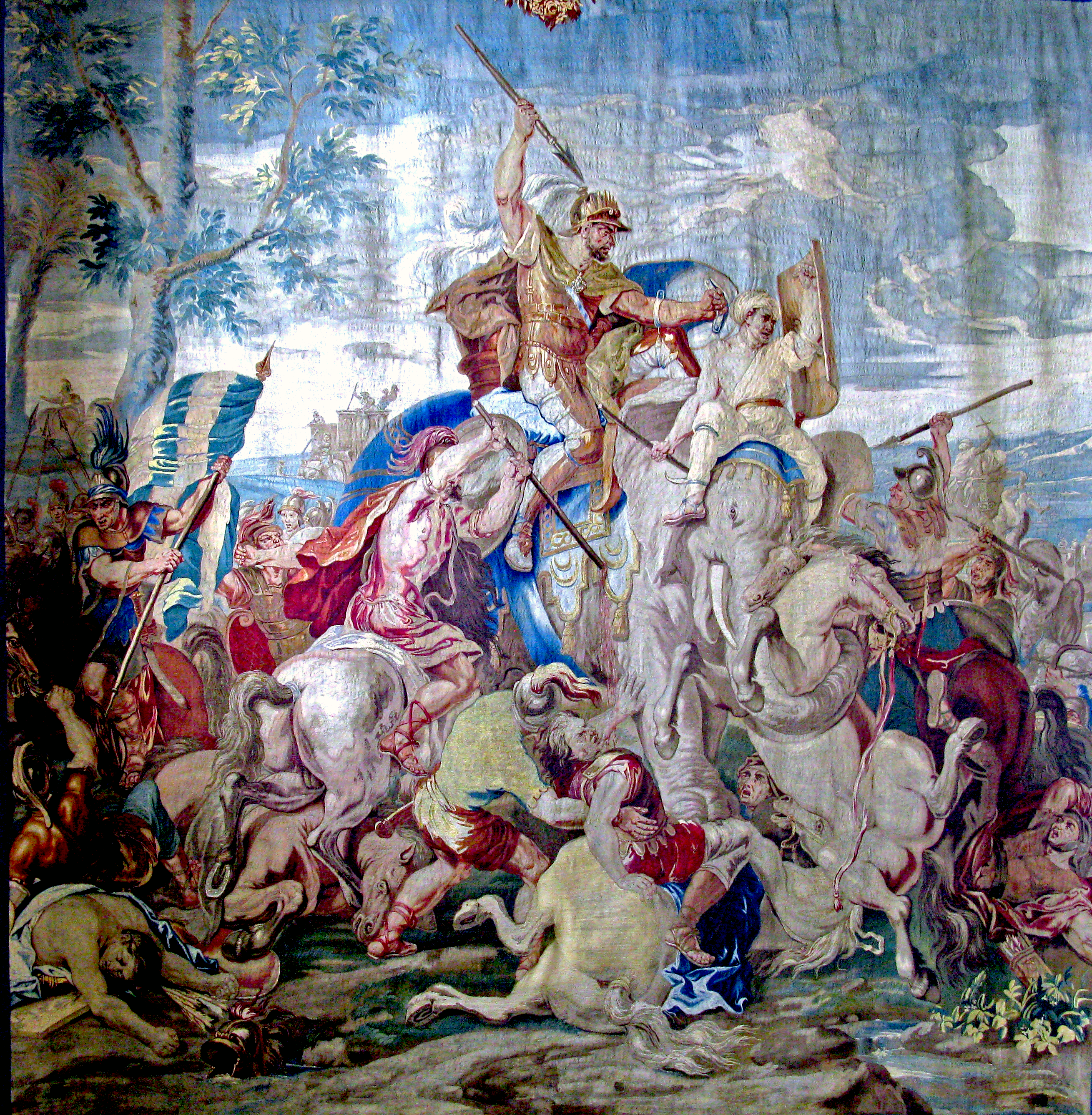
Battle of Gaugamela (Arbela)

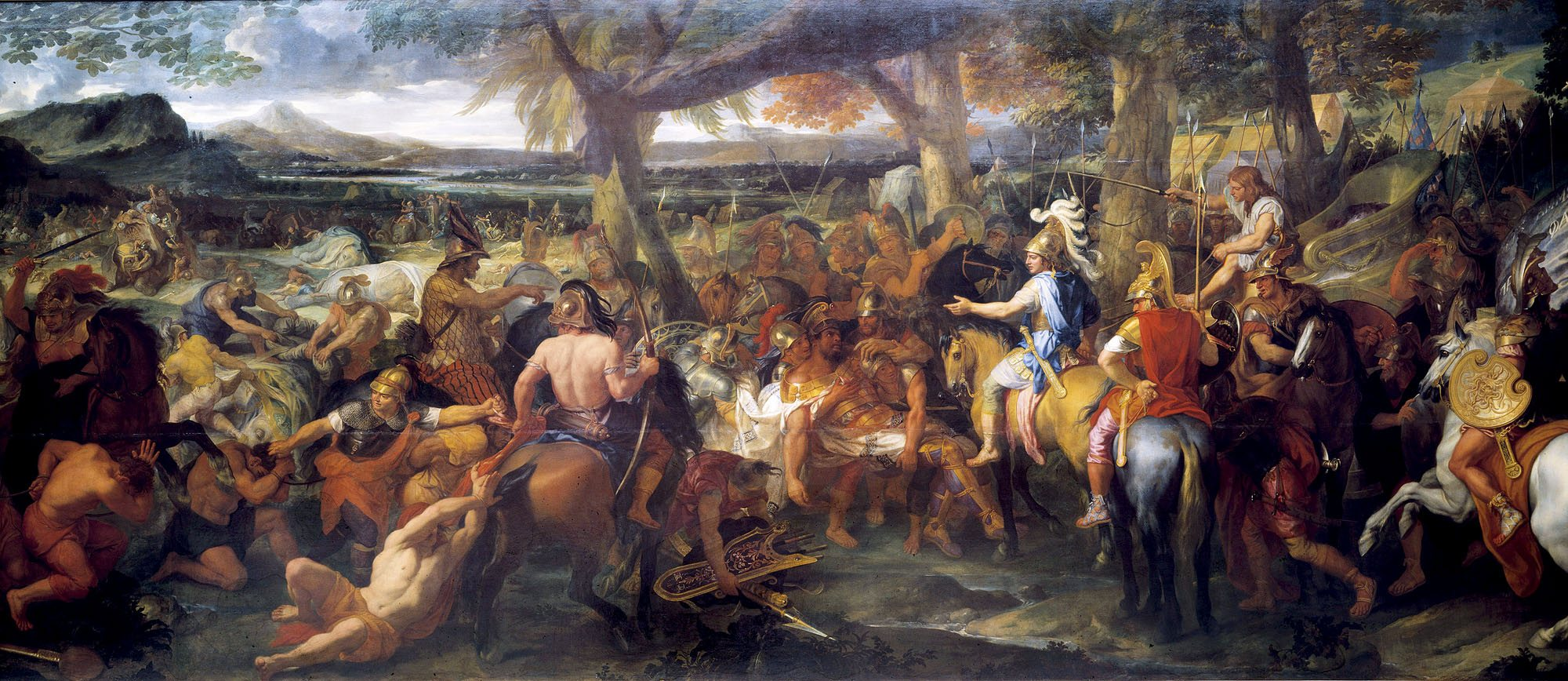
Le Brun, Alexander and Porus

- 399 î.Hr. : Socrate este executat la Atena
- 390 î.Hr. -- Invazia galilor
- 387 î.Hr. : Bătălia de la Allia și ulterior jefuirea Romei de către gali.
- 383 î.Hr. : al doilea Consiliu budist de la Vesali, 100 de ani de la Parinirvana.
- 373 î.Hr. : orașul grec Helike este scufundat în mare, provocând moartea întregii populații.
- 366 î.Hr. -- Accesul plebei la consulat pentru prima oară
- 356 î.Hr. -- Un plebeu devine dictator
- 354 î.Hr. : Bătălia de la Guiling în China.
- 351 î.Hr. -- Un plebeu devine cenzor
- 343 î.Hr. - 291 î.Hr. -- Războiul cu samniții.
- 342 î.Hr. : Bătălia de la Maling în China.
- 330 î.Hr. : Alexandru cel Mare cucerește Imperiul Persan
- 321 î.Hr. -- Înfrângerea de la Furcile Caudine
- 316 î.Hr. :  Qin cucerește Shu
- 312 î.Hr. : Nicator Seleuc I se stabilește în Babilon, înființarea Imperiul Seleucid.
- Invazia celților în Irlanda.
- Sciții încep să fie absorbiți de sarmați
- Romanii cuceresc regiunea Abruzzi, declinul civilizației etrusce.
- Dalmația împinge Liburni în vest și Daorsi și Ardiaei în est
- 306 î.Hr. -- Tratatul între Roma și Cartagina

## Oameni importanți
- Alexandru cel Mare
- Xenofon
- Platon
- Aristotel
- Filip al II-lea al Macedoniei
- Darius al III-lea
- Brennus
- Artaxerxes al II-lea
- Democrit
- Seleucus I Nicator
- Ptolemeu I Soter
- Antigonius
- Lisimah

## Invenții, descoperiri
- Cele mai vechi inscripții Brahmi datează din această perioadă
- Romanii au construi primul lor apeduct.
- Chinezii utilizează un declanșator arbaletă pentru prima dată.
- Arbaleta (gastraphetes), este inventată la Siracuza. (? De pre-421 BC)
- Cărămida arsă utilizată pentru prima dată în Grecia.
- Măgarii alimentează morile pentru prima dată în Grecia.
- Statul chinez Shu din Sichuan taie un întreg munte, formând un deal separat care abate râul Mo și sapă două canale în Chengdu
- Astronomul chinez Gan împarte sfera cerească la  ¼ 365 grade, și împarte anul tropical în 365 ¼ zile

| Perioada  | Invenție                                                                                    | Persoana căreia i se atribuie              | Regiunea          |
| --------- | ------------------------------------------------------------------------------------------- | ------------------------------------------ | ----------------- |
|           | începutul fabricării hârtiei                                                                |                                            | China             |
|           | ameliorarea terenurilor mlăștinoase                                                         |                                            | Grecia            |
| 405 - 367 | dezvoltarea sistemului de mașini de război                                                  | Denys I, tiranul                           | Siracuza          |
| 400       | începutul lingvisticii                                                                      | Pānini                                     | India             |
| 400       | catapulta ca armă de război                                                                 |                                            | China Grecia      |
| 400       | fotbalul, arbaleta, turnarea fontei                                                         |                                            | China             |
| 387       | Academia din Atena                                                                          | Platon                                     | Grecia            |
| 350       | mori de apă                                                                                 |                                            | India             |
| 346 - 328 | - arsenalul portului Pireu - tratat de proporții ale templelor - tratat de tehnică militară | Philon din Atena                           | Grecia            |
| 340       | perfecționarea mașinii de război                                                            | Polyidos                                   | Macedonia         |
| 336 - 330 | campania lui Alexandru cel Mare                                                             | ajutat de inginerii săi, Diades și Charias | Macedonia         |
| 335       | Lyceum-ul din Atena                                                                         | Aristotel                                  | Grecia            |
| 312       | apeductul din Appia, primul apeduct roman                                                   |                                            | Imperiul Roman    |
| 305       | înființarea bibliotecii din Alexandria                                                      | Ptolemeu I al Egiptului                    | Egiptul elenistic |

## Decenii și ani
| Anii 390 î.Hr. | Anii 380 î.Hr. | Anii 370 î.Hr. | Anii 360 î.Hr. | Anii 350 î.Hr. | Anii 340 î.Hr. | Anii 330 î.Hr. | Anii 320 î.Hr. | Anii 310 î.Hr. | Anii 300 î.Hr. |

| 400 î.Hr. | 409 î.Hr. | 408 î.Hr. | 407 î.Hr. | 406 î.Hr. | 405 î.Hr. | 404 î.Hr. | 403 î.Hr. | 402 î.Hr. | 401 î.Hr. | 400 î.Hr. |
| 390 î.Hr. | 399 î.Hr. | 398 î.Hr. | 397 î.Hr. | 396 î.Hr. | 395 î.Hr. | 394 î.Hr. | 393 î.Hr. | 392 î.Hr. | 391 î.Hr. | 390 î.Hr. |
| 380 î.Hr. | 389 î.Hr. | 388 î.Hr. | 387 î.Hr. | 386 î.Hr. | 385 î.Hr. | 384 î.Hr. | 383 î.Hr. | 382 î.Hr. | 381 î.Hr. | 380 î.Hr. |
| 370 î.Hr. | 379 î.Hr. | 378 î.Hr. | 377 î.Hr. | 376 î.Hr. | 375 î.Hr. | 374 î.Hr. | 373 î.Hr. | 372 î.Hr. | 371 î.Hr. | 370 î.Hr. |
| 360 î.Hr. | 369 î.Hr. | 368 î.Hr. | 367 î.Hr. | 366 î.Hr. | 365 î.Hr. | 364 î.Hr. | 363 î.Hr. | 362 î.Hr. | 361 î.Hr. | 360 î.Hr. |
| 350 î.Hr. | 359 î.Hr. | 358 î.Hr. | 357 î.Hr. | 356 î.Hr. | 355 î.Hr. | 354 î.Hr. | 353 î.Hr. | 352 î.Hr. | 351 î.Hr. | 350 î.Hr. |
| 340 î.Hr. | 349 î.Hr. | 348 î.Hr. | 347 î.Hr. | 346 î.Hr. | 345 î.Hr. | 344 î.Hr. | 343 î.Hr. | 342 î.Hr. | 341 î.Hr. | 340 î.Hr. |
| 330 î.Hr. | 339 î.Hr. | 338 î.Hr. | 337 î.Hr. | 336 î.Hr. | 335 î.Hr. | 334 î.Hr. | 333 î.Hr. | 332 î.Hr. | 331 î.Hr. | 330 î.Hr. |
| 320 î.Hr. | 329 î.Hr. | 328 î.Hr. | 327 î.Hr. | 326 î.Hr. | 325 î.Hr. | 324 î.Hr. | 323 î.Hr. | 322 î.Hr. | 321 î.Hr. | 320 î.Hr. |
| 310 î.Hr. | 319 î.Hr. | 318 î.Hr. | 317 î.Hr. | 316 î.Hr. | 315 î.Hr. | 314 î.Hr. | 313 î.Hr. | 312 î.Hr. | 311 î.Hr. | 310 î.Hr. |
| 300 î.Hr. | 309 î.Hr. | 308 î.Hr. | 307 î.Hr. | 306 î.Hr. | 305 î.Hr. | 304 î.Hr. | 303 î.Hr. | 302 î.Hr. | 301 î.Hr. | 300 î.Hr. |